# Gentianella crassulifolia
Gentianella crassulifolia är en gentianaväxtart som först beskrevs av August Heinrich Rudolf Grisebach, och fick sitt nu gällande namn av Fabris. Gentianella crassulifolia ingår i släktet gentianellor, och familjen gentianaväxter. Utöver nominatformen finns också underarten G. c. hypericoides.